# Theodore Dru Alison Cockerell
Theodore Dru Alison Cockerell (22 de agosto de 1866, Norwood, Inglaterra - 26 de enero de 1948, San Diego (California), EE. UU.), fue un naturalista inglés, especialista en abejas, emigró a EE. UU., trabajó en el Museo Americano de Historia Natural.
Estudia botánica en el terreno, en Colorado, entre 1887 a 1890.
De 1891 a 1901, es curador del Museo Público de Kingston, (Jamaica británica).
Es profesor de Entomología en la "Estación Agrícola Experimental de Nuevo México".
De 1900 a 1903, es maestro asistente en biología en la Universidad de Nuevo México; de 1903 a 1904 curador en el "Museo del Colegio de Colorado", y en 1904 tiene la cátedra de entomología, y en 1906 es profesor titular de zoología sistemática en la Universidad de Colorado.
Autor de más de 2200 artículos en publicaciones científicas, realizando numerosos aportes en el campo de la entomología, principalmente en abejas, coleópteros, paleontología de insectos, flora, algas, hongos, moluscos, artrópodos, etc.
Trabajó en las Expediciones de Florissant (1906-1908). Casado con Wilmatte P. Cockerell, a quien luego le dedicaron el género botánico Wilmattea en reconocimiento de sus numerosos descubrimientos de plantas y de animales raros en América Central.
Numerosos trabajos de este autor los realizó en coautoría o viceversa con Amédée Louis Michel Lepeletier.
Hizo numerosísimas exploraciones, entre otros, a: India, Australia, Perú, Siberia, Sudáfrica.

## Su familia
Era hermano de Sir Sydney Carlyle Cockerell (1867-1962) curador del museo británico, coleccionista, y conectado al mundo literario y de Douglas Bennett Cockerell (1870-1945) que trabajaba como encuadernador de libros. Sus sobrinos Christopher Cockerell el inventor y Sydney Maurice Cockerell encuadernador de libros eran hijos de Sydney Carlyle Cockerell.

## Lista parcial de publicaciones
- 1910. Some Bees of the Genus Augochlora from West Indies
- 1910. The Scales of the Mormyrid Fishes
- 1913. Observations on Fish Scales
- 1913. Some Fossil Insects from Florissant (Colorado).[1]
- 1920, Zöology; a textbook for colleges and universities (World book company, Yonkers-on-Hudson, N. Y.).[2]

## Honores

### Epónimos
- (Asteraceae) Hymenoxys cockerellii Wooton & Standl.[3]

- (Convolvulaceae) Cuscuta cockerellii Yunck.[4]

- (Crassulaceae) Cockerellia cockerellii (Britton) Á.Löve & D.Löve[5]

- (Crassulaceae) Sedum cockerellii Britton[6]

- (Malvaceae) Malvastrum cockerellii A.Nelson[7]

- (Onagraceae) Oenothera cockerellii Bartlett ex de Vries[8]

- (Ranunculaceae) Delphinium cockerellii A.Nelson[9]

- (Viscaceae) Phoradendron cockerellii Trel.[10]

## Abreviatura (zoología)
La abreviatura Cockerell  se emplea para indicar a Theodore Dru Alison Cockerell como autoridad en la descripción y taxonomía en zoología.

- La abreviatura «Cockerell» se emplea para indicar a Theodore Dru Alison Cockerell como autoridad en la descripción y clasificación científica de los vegetales.[1]

- Datos: Q2506718
- Multimedia: Theodore Dru Alison Cockerell / Q2506718
- Especies: Theodore Dru Alison Cockerell

1. ↑  Todos los géneros y especies descritos por este autor en IPNI.